# Loa (Burkina Faso)
Pour les articles homonymes, voir Loa.
Loa est une ville du département de Zimtenga, dans la province de Bam, dans le Centre-nord, au Burkina Faso. En 2006, la ville comptait 443 habitants dont 58% de femmes.